# Luciléia
Luciléia Renner Minuzzo, nota semplicemente come Luciléia (Santo Ângelo, 28 giugno 1983), è una giocatrice di calcio a 5 brasiliana, pivot del Bitonto e vincitrice dei Futsal Awards nel 2013.

## Carriera

### Club

#### Esordi in Brasile
Luciléia inizia a giocare a 13 anni con la squadra della sua città, Santo Angelo, nel 1999 fa il suo esordio in prima squadra dove resta per sei stagioni. Successivamente passa al Kindermann dove gioca dal 2005 al 2011.

#### Sinnai
Viene acquistata dalla squadra sarda del Sinnai nel mercato invernale della stagione 2011/12 realizza 35 gol in 9 presenze in Serie A: 21 nella regular season e 14 nei play-out. A dicembre vince il suo secondo Mondiale con la Nazionale Brasiliana vincendo anche la classifica marcatori (6 gol).
L'annata successiva realizza 65 gol nella regular season (15 presenze), 10 nelle finali-scudetto (4 presenze) e 5 in Coppa Italia (3 presenze). Vince il suo primo trofeo italiano alzando al cielo la Coppa Italia 2013 da grande protagonista (doppietta nella finale vinta 3-2 contro il Real Statte).

#### Lazio
Nel giugno 2013 viene acquistata dalla Lazio. A dicembre vince il Mondiale con il Brasile. Il 19 gennaio 2014 vince il Pallone d'Oro Futsal. La regular season 2013/2014 è perfetta: la squadra vince tutte le partite (26/26), stabilendo un record nella storia del futsal italiano, e Luiciléia realizza ben 100 gol. A marzo vince inoltre la sua seconda Coppa Italia consecutiva battendo in finale la Ternana per 7-1 e realizzando 4 gol.
Con la maglia della Lazio ha realizzato finora 106 gol. 
In totale i gol in Serie A sono invece 210. Aggiornato al 13 aprile 2014

### Nazionale
Con la maglia della Nazionale Brasiliana di calcio a cinque femminile si è laureata tre volte Campione del Mondo (2010, 2012 e 2013) ed ha vinto tre Copa America (2007, 2009 e 2011). Nel 2012 è stata capocannoniere del Mondiale con 6 reti. Nel 2013 ha segnato 11 gol nel Mondiale. 
Ha vinto la classifica marcatori della Copa America nel 2007, nel 2009 (11 gol) e nel 2011 (12 gol).
È la miglior realizzatrice della storia della Nazionale Brasiliana (32 gol in 20 presenze).

## Palmarès

### Calcio a 5
- Serie A Élite (calcio a 5 femminile): 1

Olimpus: 2016-2017
- : Scudetto 1

Bitonto: 2022-23
- Coppa Italia (calcio a 5 femminile): 3

Sinnai: 2013
Lazio: 2014
Five Bitonto: 2023

### Nazionale
Mondiale (3):
Brasile - 2010, 2012, 2013
Copa America (3):
2007, 2009, 2011

### Individuale
Futsal Awards: 1
2013
Classifica marcatori Serie A:
2013/2014 (100 gol)
Classifica marcatori Mondiali:
2012 (6 gol)
Classifica marcatori Copa America (3) :
2007 (?), 2009 (11 gol), 2011 (12 gol)